# Otterstadt
Otterstadt é um município da Alemanha localizado no distrito de Rhein-Pfalz-Kreis, estado da Renânia-Palatinado.
Pertence ao Verbandsgemeinde de Waldsee.